# Edith Mendes da Gama e Abreu
Edith Mendes da Gama e Abreu (Feira de Santana, 13 de outubro de 1903 — Salvador, 20 de janeiro de 1982) foi uma professora, escritora, política e feminista brasileira, primeira mulher imortal, a ocupar a Cadeira 37 da Academia de Letras da Bahia em 1938.

## Biografia
Filha de João Mendes da Costa e d. Maria Augusta Falcão Mendes da Costa, foi casada com Jaime Cunha da Gama e Abreu. O casal não teve filhos.
Foi professora da Faculdade de Filosofia da Bahia na cadeira de Didática Geral.
Edith foi presidente vitalícia da "Federação Baiana pelo Progresso Feminino", fundada em 9 de abril de 1931 que, por sua vez, era afiliada à entidade nacional criada pela bióloga Bertha Lutz em 1922, contra as restrições ao voto feminino no anteprojeto do Código eleitoral e, entre outras coisas, contra o projeto de lei que vinculava o cargo público à mulher que tivesse, como o homem, a indispensável carteira de reservista, a Federação Brasileira pelo Progresso Feminino.
Na defesa da causa feminista intercedeu junto ao então prefeito de Salvador, Arnaldo Pimenta da Cunha, para que fosse denominada "Doutora Praguer Fróes" uma rua da capital baiana no (bairro da Barra).
Em 3 de maio de 1933, primeiro pleito em que as mulheres participaram oficialmente como eleitoras e como candidatas em todo o Brasil para escolher os deputados da Assembleia Nacional Constituinte, Edith foi uma das 19 candidatas mulheres entre Alzira Reis Vieira Ferreira, Anna Vieira Cesar, Bertha Lutz, Carlota Pereira de Queiroz, Catharina Valentim Santanna, Edith Dinorah da Costa Braga, Edwiges Sá Pereira, Georgina de Araujo Azevedo Lima, Ilka Labarthe, Julitta Monteiro Soares da Gama, Leolinda de Figueiredo Daltro, Lucília Wilson Coelho de Souza, Lydia de Oliveira, Maria Pereira das Neves, Maria Rita Burnier Pessoa de Mello Coelho, Martha de Hollanda Cavalcanti de Albuquerque, Natercia da Cunha Silveira, Theresa Rabello de Macedo e Almerinda de Farias Gama.
Em 9 de novembro de 1938, tomou posse na Cadeira 37 da Academia de Letras da Bahia tornando-se a primeira mulher baiana a inserir seu nome entre os “imortais” e ali permanecendo até janeiro de 1982, ano de sua morte, sendo sucedida em 1983 por Antonio Carlos Magalhães.
Na política, foi candidata a deputada federal, em 1934, sob a legenda “A Bahia ainda é a Bahia”, obtendo mais de dez mil votos, ficando, entretanto, como suplente. Em 1946, foi candidata a deputada estadual.
Faleceu em Salvador no dia 20 de janeiro de 1982. Em sua homenagem, é denominada Edith Mendes da Gama e Abreu uma rua do bairro do Itaigara, em Salvador.